# Paul M. Lambremont
Paul M. Lambremont (* 21. Juli 1864 in Bayou Goula, Iberville Parish, Louisiana; † 23. Mai 1930 in New Orleans, Louisiana) war ein US-amerikanischer Politiker. Zwischen 1908 und 1911 war er Vizegouverneur des Bundesstaates Louisiana.

## Werdegang
Paul Lambremont besuchte die öffentlichen Schulen seiner Heimat und absolvierte danach das Jefferson College.  Nach einem anschließenden Jurastudium an der Tulane University und seiner 1886 erfolgten Zulassung als Rechtsanwalt begann er in St. James in diesem Beruf zu arbeiten. Außerdem wurde er im Bankgewerbe tätig. Gleichzeitig schlug er als Mitglied der Demokratischen Partei eine politische Laufbahn ein. Er wurde Vorstandsmitglied der Nervenheilanstalt in Jackson und war von 1888 bis 1892 Schulrat im St. James Parish. 1890 wurde er Sekretär der Deichkommission im Pontchartrain Levee District. Dort verblieb er bis 1908. Im Jahr 1898 nahm er als Delegierter an einem Verfassungskonvent seines Staates teil. Außerdem war er Mitglied im Staatsvorstand der Demokraten für Louisiana. Von 1900 bis 1908 saß er im Senat von Louisiana. Seit 1904 amtierte er dort als President Pro Tempore.
1908 wurde Lambremont an der Seite von Jared Y. Sanders zum Vizegouverneur von Louisiana gewählt. Dieses Amt bekleidete er zwischen 1908 und 1911. Dabei war er Stellvertreter des Gouverneurs und Vorsitzender des Staatssenats. Nach seiner Zeit als Vizegouverneur ist er politisch nicht mehr in Erscheinung getreten. Er starb am 23. Mai 1930 in New Orleans.